# Prorhynchus applanatus
Prorhynchus applanatus är en plattmaskart. Prorhynchus applanatus ingår i släktet Prorhynchus och familjen Prorhynchidae. Inga underarter finns listade i Catalogue of Life.